# Гаранционен договор
Гаранционен договор е името на договор, сключен на 16 август 1960 г. в Никозия между Република Кипър, Република Гърция, Република Турция и Обединеното кралство. Гаранционният договор е използван като основание за интервенцията на Р. Турция на територията на Р. Кипър през 1974 г.
Член първи от споразумението забранява на Р. Кипър да участва в политически или икономически съюз с която и да е друга държава. Член втори задължава другите страни да гарантират независимостта, териториалната цялост и сигурността на Кипър. Член четвърти разрешава използването на сила с цел запазване на статуквото. Договорът позволява на Обединеното кралство да запази суверенитет над две военни бази.
През същата година е завършена и конституцията на Р. Кипър, както и Договорът за установяване на Република Кипър и Договорът за съюз между Република Кипър, Република Гърция и Република Турция.